# Jiří Woitsch
Jiří Woitsch (* 14. srpna 1976 Praha) je český etnolog a historik, zabývající se obdobím raného novověku. Je ředitelem Etnologického ústavu AV ČR.

## Profesní život
V letech 1991–1995 absolvoval pražské Gymnázium Budějovická a poté v letech 1995–2001 vystudoval etnologii a historii na Filozofické fakultě UK v Praze. Titul Ph.D. získal v oboru české dějiny tamtéž v roce 2009. Zaměřuje se především na hospodářské a sociální dějiny střední Evropy (hlavně dějiny lesů a lesnictví), etnologické studium tzv. tradiční lidové kultury (zemědělství, rukodělná výroba), etnokartografii a problematiku akademického psaní.
Od roku 1999 působí v Etnologickém ústavu AV ČR, kde je od roku 2011 vedoucím Oddělení pro výzkum kulturního dědictví a od roku 2018 ředitelem ústavu. Externě přednáší na FF MU v Brně. V letech 2005–2015 a 2017–2018 byl vedoucím redaktorem časopisu Český lid. Je též nositelem několika ocenění za vědeckou práci (mj. ceny Akademie věd ČR pro mladé vědecké pracovníky za vynikající výsledky vědecké práce v roce 2004 a Prémie Otto Wichterleho v roce 2010) a členem několika vědeckých a redakčních rad.

## Dílo
Knihy
- Zapomenutá potaš: drasláři a draslářství v 18. a 19. století, 2003

Editor
- Česká etnologie 2000 / sest. J.Woitsch. Praha, 2002. 275 s.
- Ab Amicis Oblatum. Josefu Vařekovi k 75. narozeninám / sest. J. Woitsch. Praha, 2002. 148 s.
- Etnografický a etnický obraz Čech, Moravy a Slezska (1500–1900). Národopisné oblasti, kulturní areály, etnické a etnografické skupiny. Etnografický atlas Čech, Moravy a Slezska IV. Praha, 2004. (editor, spoluautor)
- Jiří Woitsch, František Bahenský (eds.): Etnografický atlas Čech, Moravy a Slezska V. Židovské obyvatelstvo v Čechách v letech 1792–1794.